# AGV

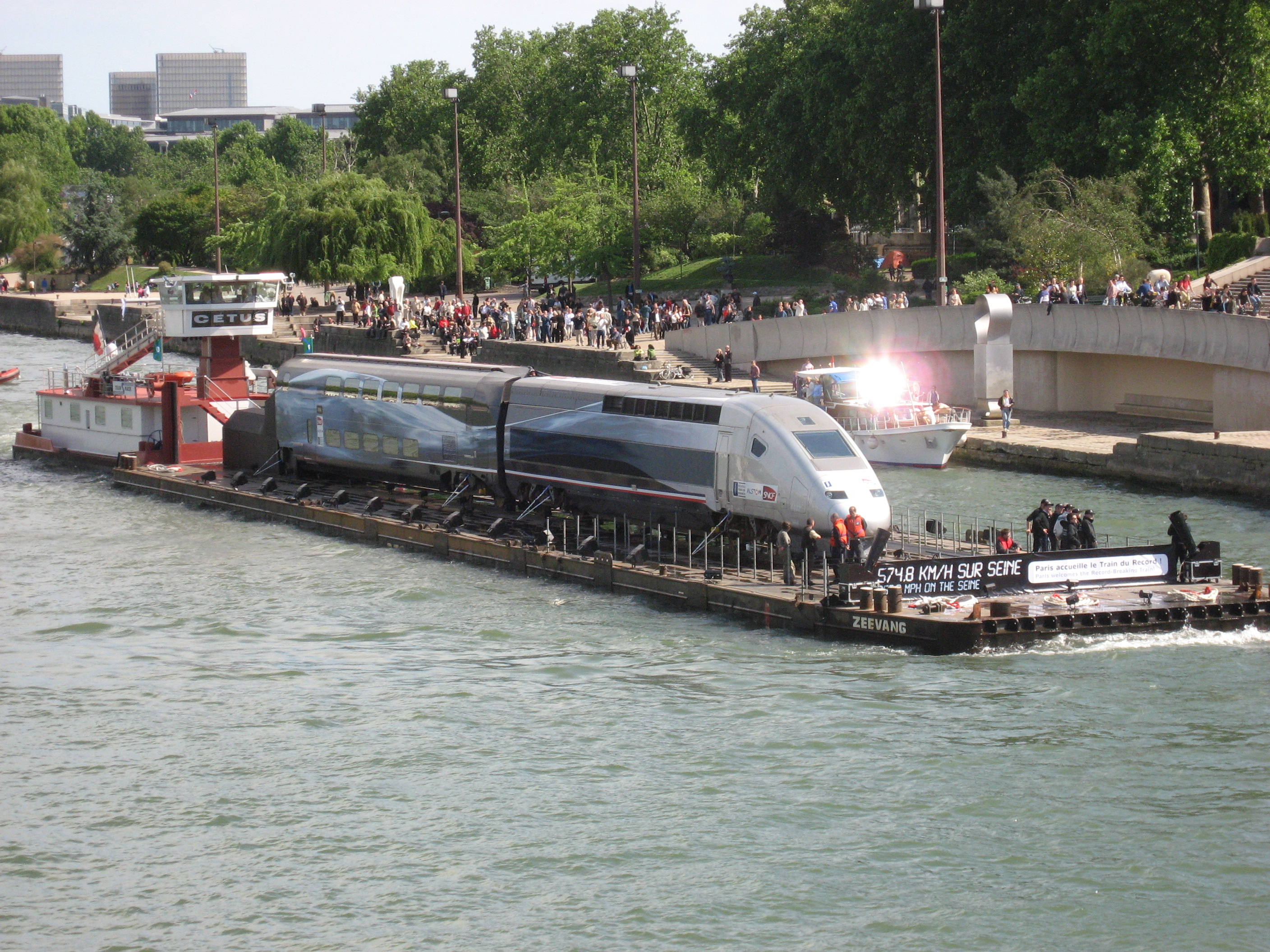
Az osztott hajtást elsőnek használó rekorder motorvonat Párizsban a Szajnán

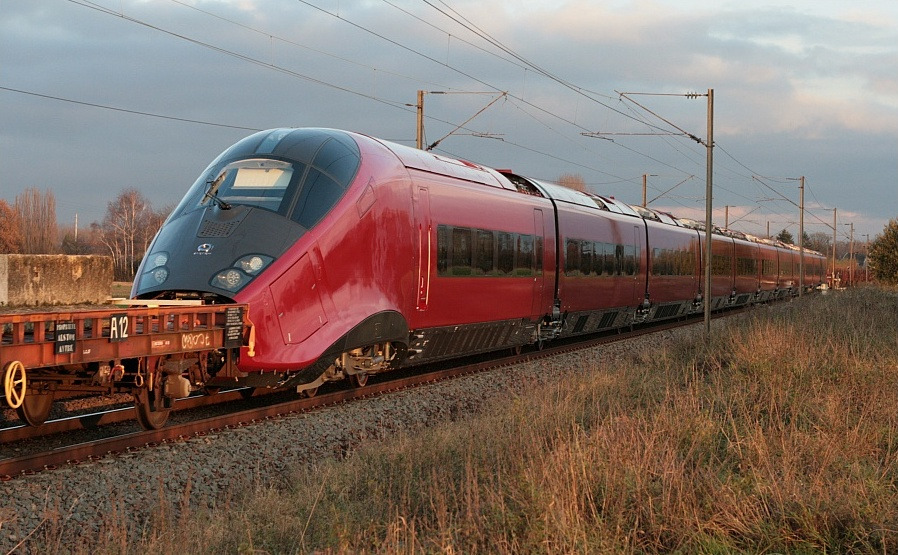
Az olasz Nuovo Trasporto Viaggiatori vörös szerelvénye

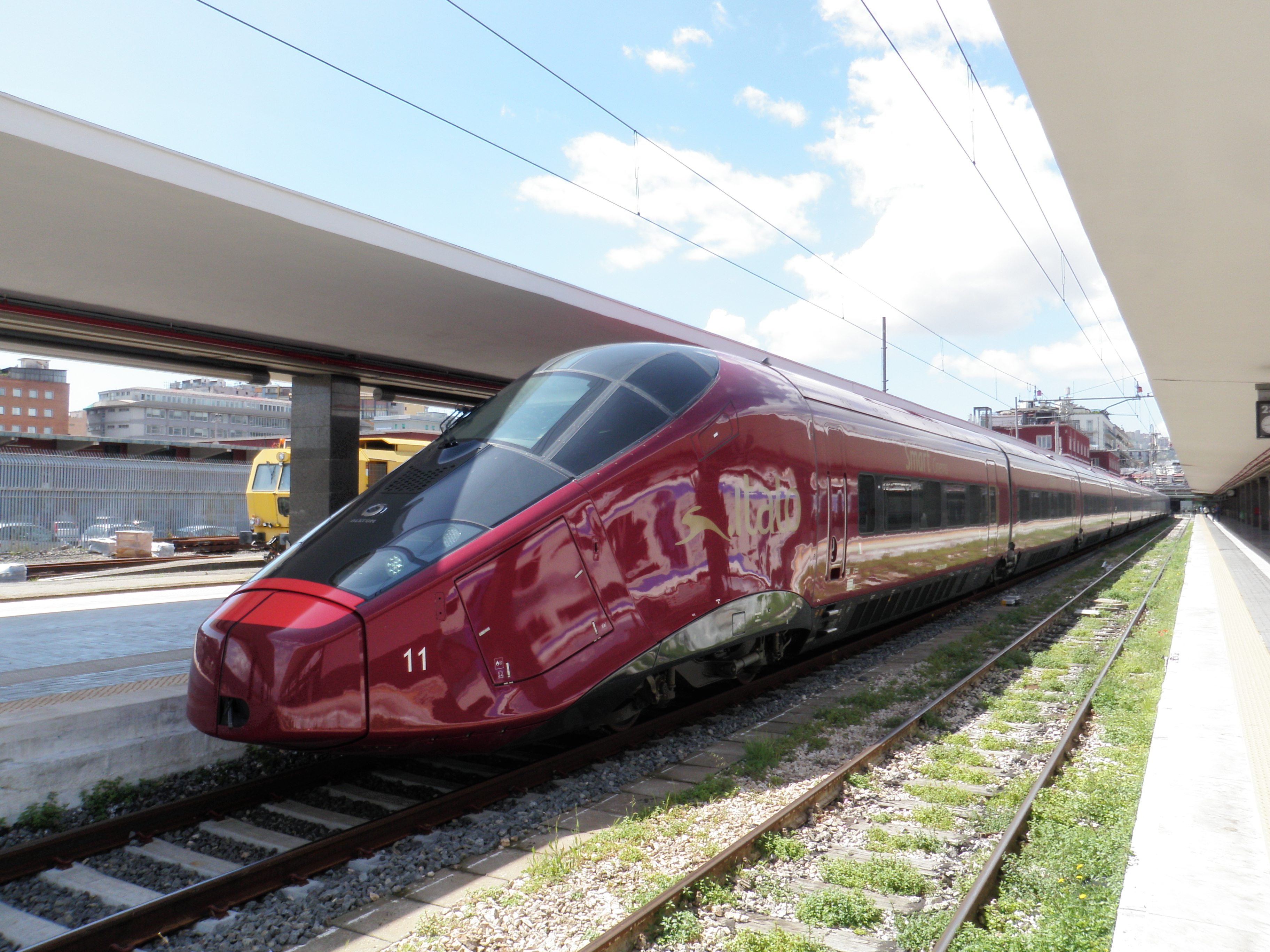
Az első menetrend szerinti AGV 2012 április 12-én

Az AGV a francia TGV motorvonatok egyik változata. Az motorvonat több szempontból is eltér a hagyományos TGV technológiától. Legfontosabb újítása az úgynevezett osztott hajtás. Ezt a technológiát az Alstom a TGV POS motorvonat 2007-es sebességi világrekord felállításánál mutatta be. A technika lényege, hogy a vontató motorok nem csak a vonat két hajtófejében vannak elhelyezve, hanem teljes hosszában a szerelvény alatt. Ugyanilyen technikát használ a japán Sinkanszen és a német ICE 3 vonat is.
A vonat 7-14 kocsis kivitelben közlekedhet, 250-650 utast szállítva.

## Története
A vonat tervezése 1998-ban kezdődött, és már a tervezésnél felvetődött a hajtásrendszer vonat alatti elhelyezése. Ezt a meghajtórendszerek miniatürizálása is elősegítette. 2001-ben elkészült Elisa, az első osztott meghajtású TGV változat. 2003-ban történt az AGV fő műszaki jellemzőinek meghatározása. 2004 júniusában egy szemináriumot tartottak prototípus legyártására. Az Alstom egy 160 mérnökből és szakértőből álló csapatot hozott létre. 2005 januárjában az Alstom Transport menedzsmentje az Alstom Tervezői és Design Részlege által a műszaki-specifikációs adatok alapján készített négy változatból kiválasztotta a külső design tervet. Az első makett 2005 novemberében lett bemutatva a milánói Eurailspeed kiállításon. 2006-ban véglegesítették a vonat kinézetét, designját. 2006 októberében készültek el az első részegységek, melyet a La Rochelle-i telephelyen szereltek össze. Az AGV első kocsiszerkezete 2007 februárban készült el. 2007. április 3-án egy kísérleti vonat 574,8 kilométer/óra sebességet ért el. Ezzel megdőlt az eddigi világrekord. 2007 októberében történtek meg az első valós körülmények között végzett tesztek. Az AGV két kocsihoz kapcsolva futott, hogy teszteljék a kocsitestek és a motoros forgóvázak közötti elmozdulást. 2008. február 5-én volt az AGV bemutatása La Rochelle-ben.
Az első szerelvényeket az olasz Nuovo Trasporto Viaggiatori magán-vasúttársaság állította üzembe 2012 április 28-án.

## Jellemzése
Az energiaárakra nehezedő nyomás miatt a vasúttársaságok minél nagyobb költséghatékonyságot várnak el. A járművek kapacitása és energiafogyasztása közötti viszony ezért döntő tényezővé vált a piacon.
Az AGV karcsú, cseppfolyós vonalai az aerodinamika elveit követik. Megkülönböztető jegye az elnyújtott első profil. A 360 km/órás utazósebességre tervezett vonat a világon elsőként alkalmazza együtt a tagolt felépítést és az osztott hajtást. A tagolt vonatszerelvény tervezési elvének megfelelően a kocsik közé forgóvázakat építettek be. Ez a technika megszünteti a rezgés és gördülési zaj nagy részét a fedélzeten, tompítja a kocsik egymáshoz képesti mozgását, optimális aerodinamikai teljesítményt biztosít, garantálja a maximális biztonságot, és 15%-kal csökkenti a karbantartási költségeket. A vonat teljes hosszán alkalmazott osztott hajtásnak köszönhetően 20%-kal nőtt az utastér. A tagolt felépítés, a kompozit anyagok alkalmazása, az állandó mágneses motorok továbbfejlesztése, valamint a továbbfejlesztett hajtásrendszerek együttesen 70 tonnával csökkentették a tömegét a versenytársak vonataihoz képest, továbbá 15%-kal kevesebb energiát is fogyaszt. Az osztott hajtás további előnye, hogy a kocsik száma modulárisan változtatható. Az AGV 7 és 14 kocsi között tetszőleges méretben állítható össze, tehát az üzemeltető a kapacitásigénynek megfelelő flottát alakíthatja ki.
Az AGV hajtott forgóvázát alkalmazták abban a vonatban is, amely 2007. április 3-án 574,8 km/h feletti sebességgel megdöntötte a vasúti sebesség világcsúcsát.

## Képgaléria

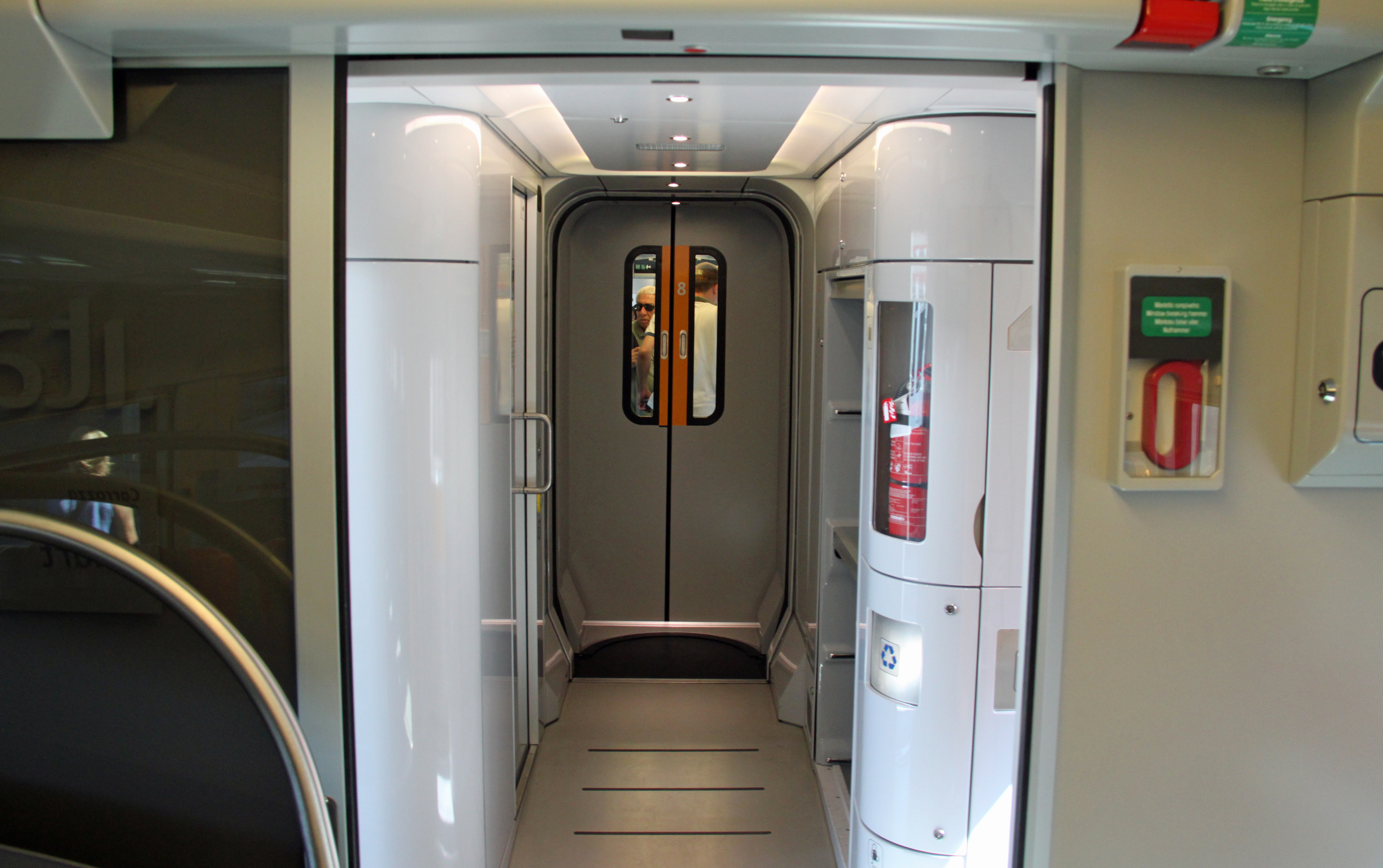
A motorvonat utastere
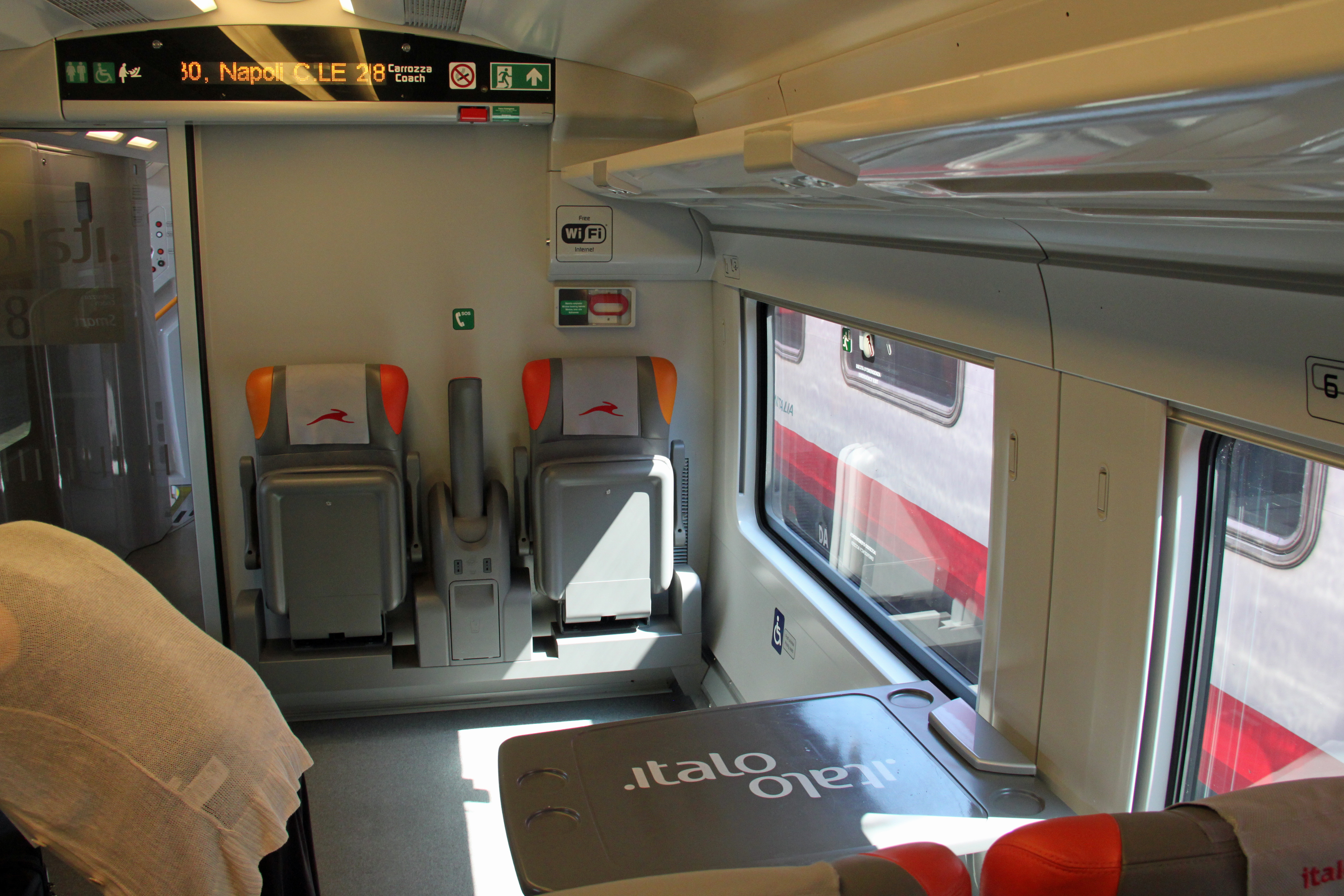
A multifunkciós szakasz
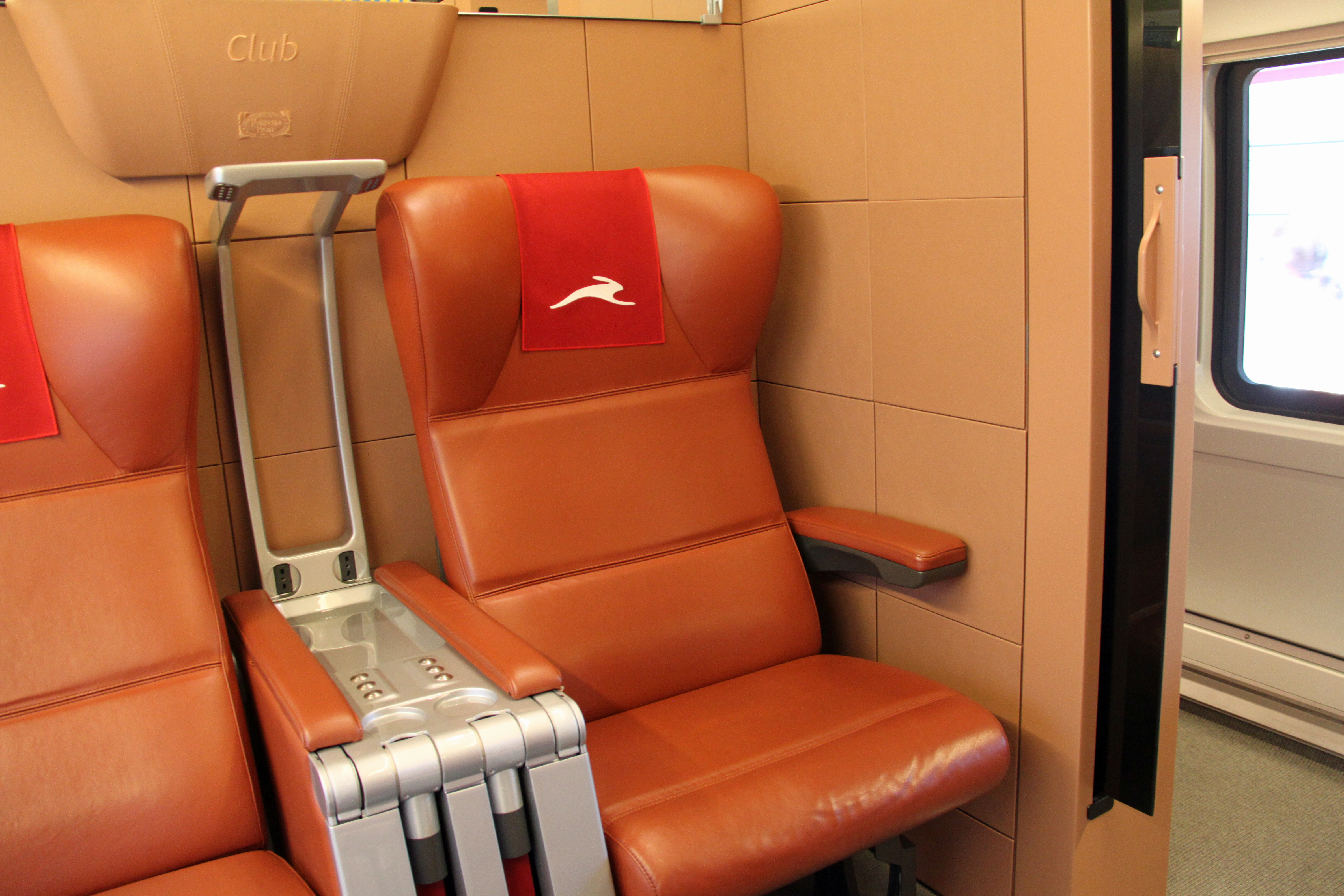
A Club osztály ülőhelye
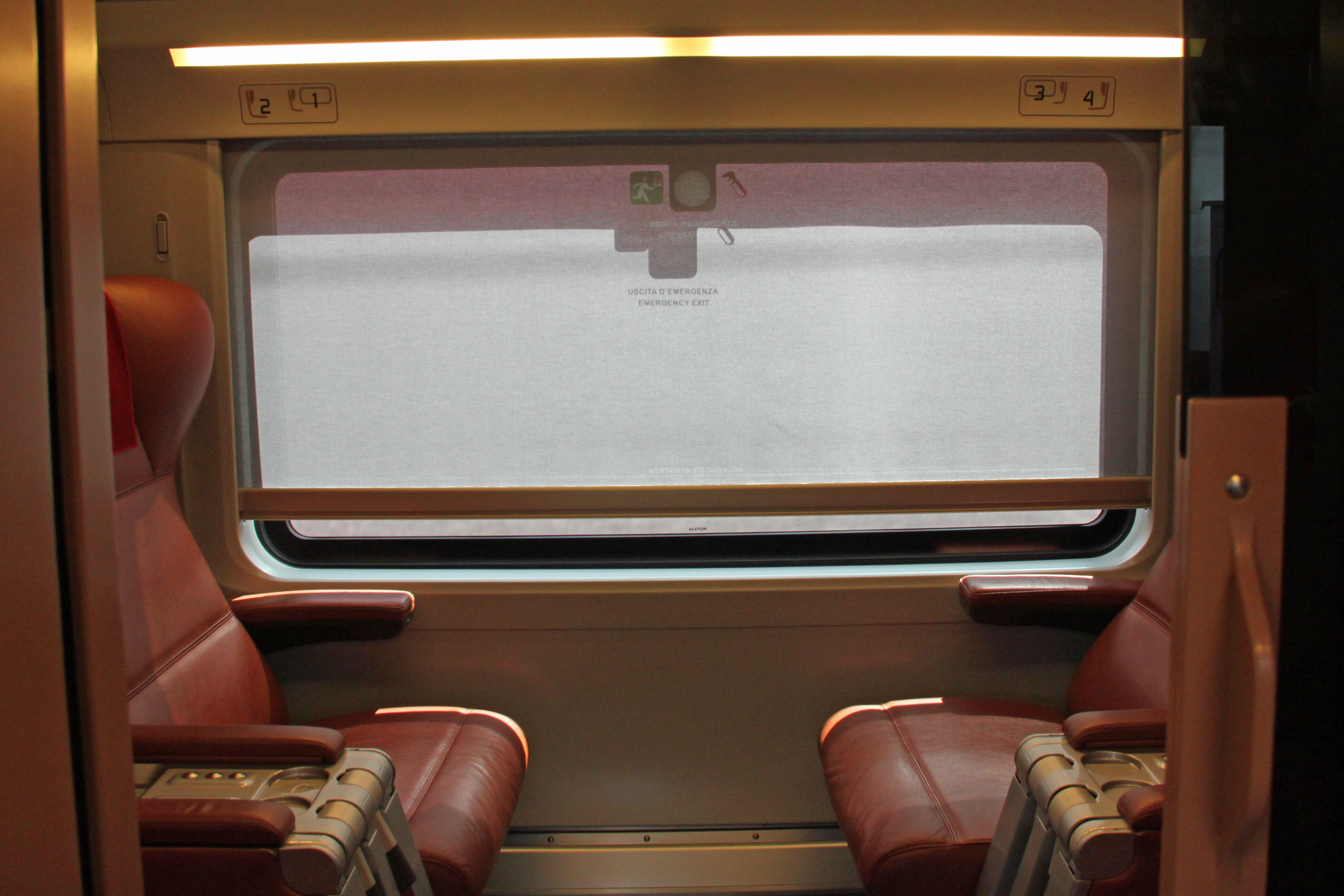
A Club osztály fülkéje
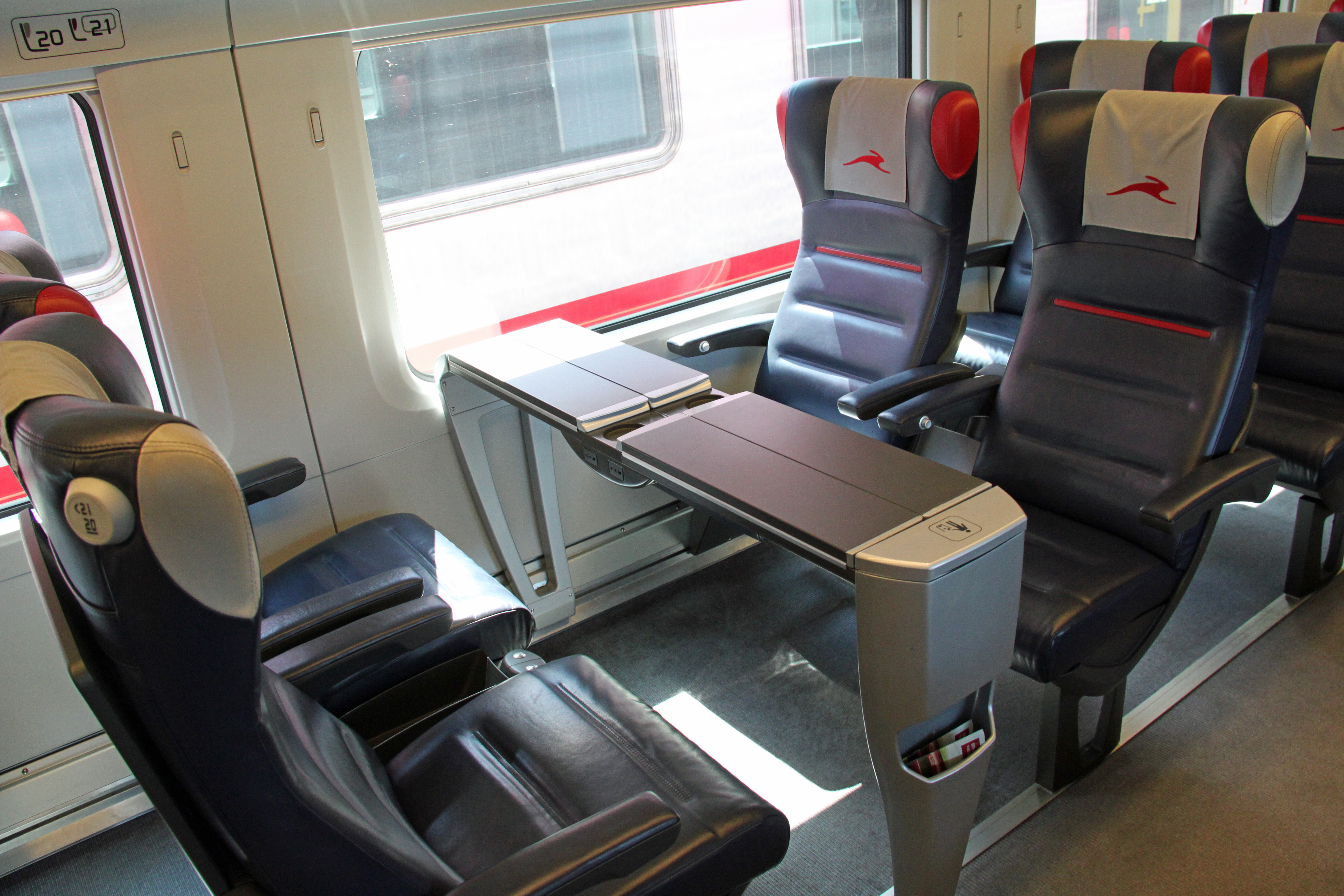
A Prima osztály ülőhelyei
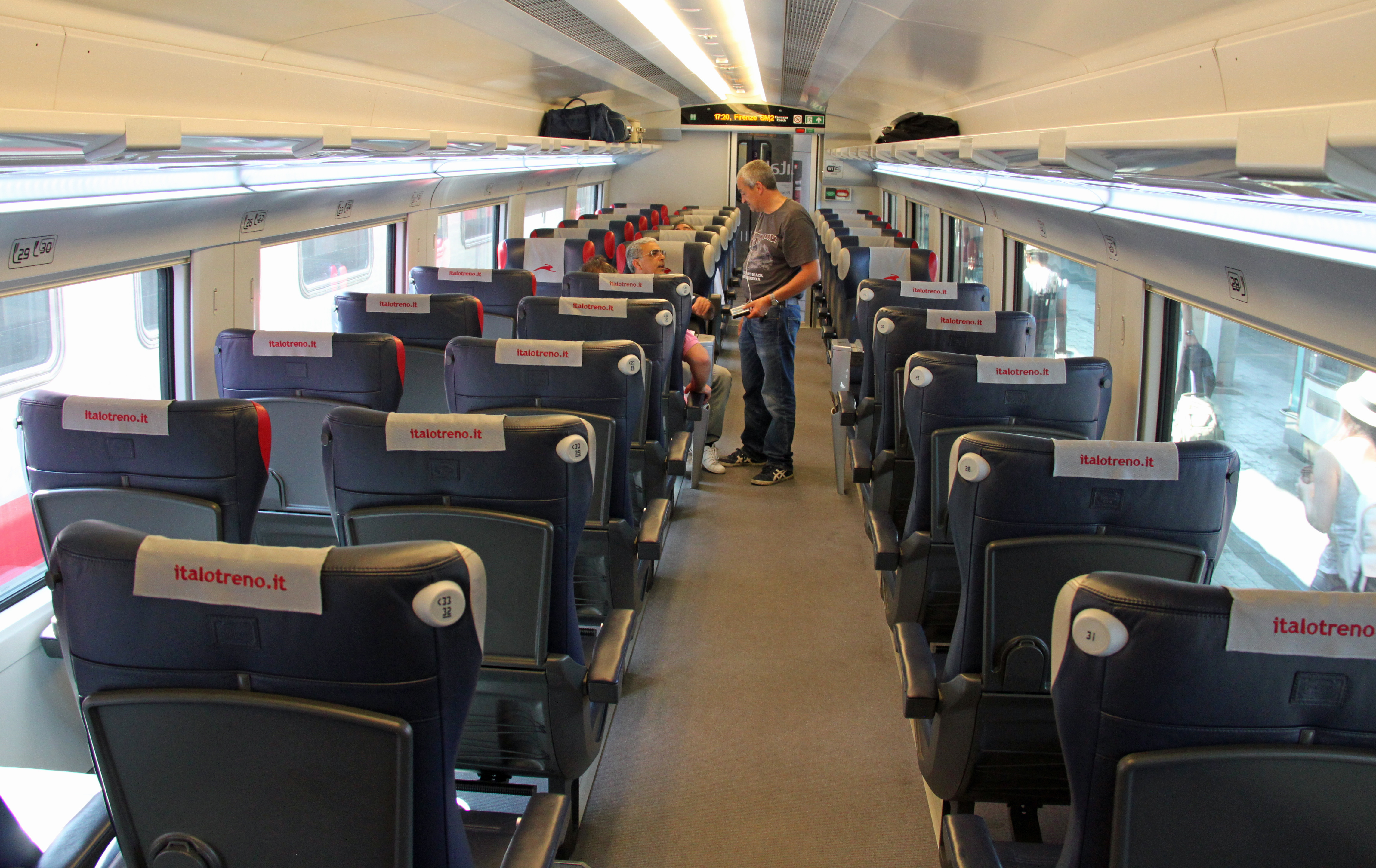
A Prima osztály
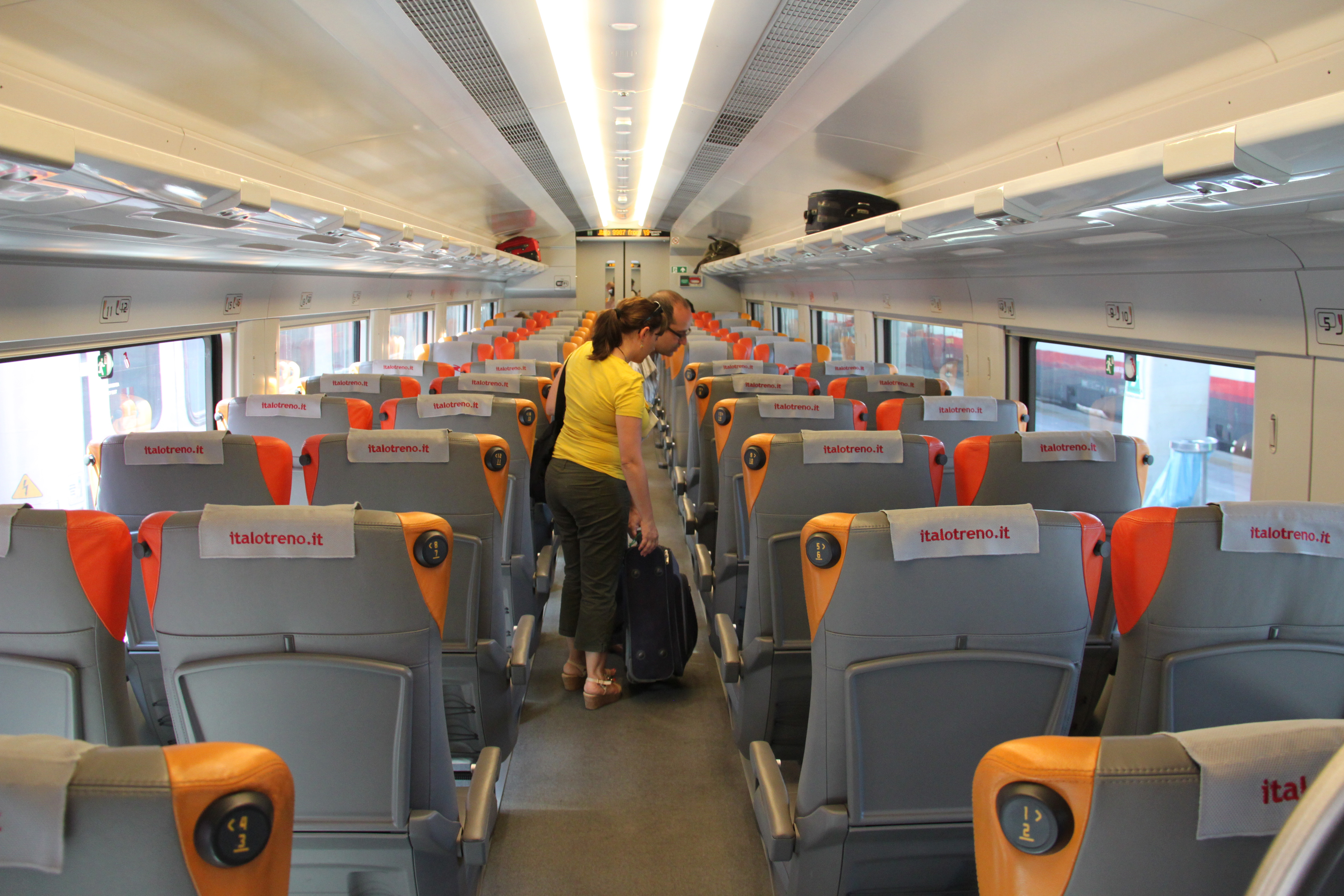
A Smart osztály